# Großer Bettelwurf
Großer Bettelwurf – szczyt w paśmie Karwendel, w Alpach Wschodnich. Leży w Austrii, w kraju związkowym Tyrol, przy granicy z Niemcami. Szczyt można zdobyć ze schroniska Bettelwurfhütte (2077 m) od północy lub ze schroniska Bettelwurfhütte od południa.
Pierwszego wejścia, w 1855 r., dokonał L. von Barth.